# Jocelyn Pook
 (janvier 2024).
Si vous disposez d'ouvrages ou d'articles de référence ou si vous connaissez des sites web de qualité traitant du thème abordé ici, merci de compléter l'article en donnant les références utiles à sa vérifiabilité et en les liant à la section « Notes et références ».
Jocelyn Pook est une altiste et compositrice de musique de film britannique.
Elle enregistre avec de nombreux artistes comme The Communards, Laurie Anderson, Massive Attack, Ryuichi Sakamoto, Peter Gabriel et avec son ensemble Electra Strings.
Au cinéma, elle a notamment composé la musique originale de Eyes Wide Shut de Stanley Kubrick.

## Biographie
En 1996, avec le court documentaire Blight de John Smith, elle débute dans la bande sonore de films. Ses compositions les plus connues pour le cinéma sont principalement L'Emploi du temps de Laurent Cantet, Eyes Wide Shut de Stanley Kubrick (dont l'un des thèmes sera repris dans une publicité pour la marque Campari), Gangs of New York de Martin Scorsese, Comment j'ai tué mon père d'Anne Fontaine, Wild Side de Sébastien Lifshitz, La Repentie et Le Marchand de Venise de Michael Radford et Room in Rome (Habitacion en Roma, 2010) de Julio Médem.
Son morceau Masked Ball (qui était originellement Backwards Priests, mais retravaillé et renommé Masked Ball en 1999 pour la bande sonore du film Eyes Wide Shut de Stanley Kubrick) est utilisé par les groupes Ghost et Killing Joke en tant que musique d'introduction de leurs concerts.

## Principales créations
- Backwards Priest (1997)
- Goya's Nightmare (1997)
- Naval Officer (1999)
- The Wife (2018)
- Majestic Elephant (2023)

## Filmographie
- 1999 : Eyes Wide Shut de Stanley Kubrick
- 2001 : L'Emploi du temps de Laurent Cantet
- 2002 : La Repentie de Laetitia Masson
- 2005 : Heidi de Paul Marcus
- 2011 : Room 304 (Værelse 304) de Birgitte Stærmose
- 2012 : Augustine d'Alice Winocour
- 2017 : The Wife de Björn Runge
- 2022 : Diane de Poitiers de Josée Dayan (téléfilm en deux parties)

## Distinctions

### Récompenses
- Festival international du film de Karlovy Vary 2011 : mention spéciale pour la musique du film Room 304

### Nominations
- Golden Globes 2000 : meilleure musique de film pour Eyes Wide Shut